# Sanktuarium (komiks)
Sanktuarium (fr. Sanctuaire) – francuska seria komiksowa autorstwa Xaviera Dorisona (scenariusz) i Christophe'a Beca (rysunki), wydana w trzech tomach w latach 2001–2004 przez Les Humanoïdes Associés. Polskim wydawcą serii jest Scream Comics.

## Tomy
1. USS Nebraska (USS Nebraska, 2001, wydanie polskie 2015)
2. Wrota otchłani (Le Puits des abîmes, 2002, wydanie polskie 2015)
3. Mot (Môth, 2004, wydanie polskie 2016)